# Courtney Love
Courtney Michelle Love (nacida como Courtney Michelle Harrison; San Francisco, 9 de julio de 1964) es una cantautora, guitarrista, actriz y artista estadounidense. Figura notable en las escenas punk y grunge de los años noventa como la vocalista de Hole, Love atrajo atención pública por su presencia desinhibida en el escenario y sus letras confrontacionales, así como por su altamente conocido matrimonio con Kurt Cobain.
Hija de padres contraculturales, Love tuvo una infancia itinerante. Vivió en San Francisco y en Portland, Oregón, donde estuvo en una serie de bandas punk cortas. Después de ser internada en una sala juvenil, pasó un año en el extranjero viviendo en Dublín y Liverpool antes de regresar a los Estados Unidos y ser elegida en dos películas por el director británico Alex Cox. En 1989, formó Hole en Los Ángeles, recibiendo atención considerable de la prensa de rock underground por el álbum debut de la banda producido por Kim Gordon, mientras que su segundo lanzamiento Live Through This (1994), le dio un alto perfil reconocido, recibiendo elogios críticos y yendo multiplatino. En 1995, volvió al cine, ganando una Nominación al Golden Globe por su actuación en The People vs. Larry Flynt (1996) de Miloš Forman. Poco después, el tercer álbum de Hole, Celebrity Skin (1998), fue nominado a tres Grammys.
Love continuó su trabajo como actriz, apareciendo en películas de alto presupuesto como Man on the Moon (1999) y Trapped (2002), antes de lanzar su primer álbum solista, America's Sweetheart (2004). En 2010, Love lanzó el álbum Nobody's Daughter (2010) utilizando el nombre Hole con una banda reformada. Entre 2014 y 2015, Love estrenó dos sencillos como solista, y también volvió a la actuación en las series Sons of Anarchy y Empire.
Love también ha tenido participación como escritora; ella cocreó y coescribió tres volúmenes de un manga, Princesa Ai, entre 2004 y 2006, y escribió una memoria, Dirty Blonde: The Diaries of Courtney Love (2006). En 2012, estrenó una exhibición de artes visuales mixtas titulada And She's Not Even Pretty.

## Primeros años
Love nació como Courtney Michelle Harrison en San Francisco, California, de Linda Carroll, una psicoterapeuta, y Hank Harrison, un editor y breve mánager de Grateful Dead. Sus padres se divorciaron en 1969, con la custodia concedida a Carroll después de que alegara que su padre le había dado LSD. Carroll mudó a su familia a una comunidad rural en Marcola, Oregón, donde se casó con Frank Rodríguez, con quien tuvo tres hijos y adoptaron a uno; uno falleció en la infancia de una cardiopatía cuando Love tenía diez años. Love asistió a la escuela primaria en Eugene, donde tuvo que esforzarse académicamente y le costaba hacer amigos. A los 9 años, un psicólogo notó que tenía signos de autismo.
En 1972, la madre de Love se divorció, se volvió a casar y se ubicó en Nueva Zelanda con su familia, pero envió a Love de vuelta a Oregón con su ex padrastro y numerosos amigos de la familia. Ella audicionó para Mickey Mouse Club a los doce años, pero fue rechazada después de leer un poema de Sylvia Plath para su audición. A los 14 años, Love terminó arrestada por robar una camiseta y fue enviada a la Correccional Hillcrest. Pasó los siguientes años dentro y fuera de hogares de cuidado antes de ser legalmente emancipada a los 16 años. Ella se mudó a Portland, Oregón y trabajó como bailarina exótica, DJ y otros empleos para sostenerse a sí misma, y también tomó clases intermitentes en la Universidad Estatal de Portland estudiando Inglés y Filosofía. Love ha dicho que ella «no tenía muchas habilidades sociales» de adolescente, y que las aprendió frecuentando en clubs gay en Portland y pasando el rato con drag queens.
En 1981, le dieron a Love un fideicomiso de los padres adoptivos de su madre, los cuales usó para viajar a Irlanda; allí, fue aceptada en Trinity College y estudió teología dos semestres. En el Reino Unido se familiarizó con el músico Julian Cope y se mudó a su casa brevemente antes de regresar a los Estados Unidos. Love continuó reubicándose entre Oregón y California, inscribiéndose en la Universidad Estatal de San Francisco y en el Instituto de Arte de San Francisco, donde estudió con George Kuchar. Más tarde realizó diversos trabajos de baile erótico en Japón. En 1986, Love obtuvo papeles en dos películas de Alex Cox, pero luego dejó de actuar y se mudó a Anchorage, Alaska durante varios meses, en donde volvió a realizar estriptis para sostenerse a sí misma.

### 1982-1988: Faith No More y primeros proyectos
Love comenzó varios proyectos de música en la década de 1980, formando Sugar Babydoll con sus amigos Ursula Wehr y Robin Barbur. En 1984, Love asistió a un concierto de Faith No More en San Francisco y «convenció» a los miembros a dejar que fuera su vocalista. La banda grabó material con Love, pero de acuerdo con Roddy Bottum, el grupo deseaba una «energía masculina» y Love fue expulsada de la banda, aunque ella y Bottum mantuvieron una amistad en los años posteriores. Love más tarde formó Pagan Babies junto con su amiga Kat Bjelland, a quien conoció en el club Satyricon de Portland en 1984: «Lo mejor que me ha pasado, en cierto modo, fue Kat», dijo Love. Ella le pidió a Bjelland empezar una banda con ella como guitarrista, y las dos se mudaron a San Francisco en junio de 1985, donde reclutaron a la amiga de Love, la bajista Jennifer Finch y la baterista Janis Tanaka. De acuerdo con Bjelland, «[Courtney] no tocaba ningún instrumento en ese tiempo», aparte del teclado, así que Bjelland transponía sus ideas musicales a la guitarra por ella. El grupo grabó un demo de 4 pistas antes de separarse a fines de 1985. Love tocó el bajo brevemente en el grupo de Bjelland, Babes in Toyland en 1987 antes de ser expulsada de la banda.

## Carrera

### 1989–2002: Hole
En 1989, Love se auto-enseñó a tocar la guitarra y se mudó a Los Ángeles, donde colocó un anuncio en una revista local de música, que decía: «Quiero formar una banda. Mis influencias son Big Black, Sonic Youth y Fleetwood Mac.» el cual el guitarrista Eric Erlandson respondió. Love reclutó a Erlandson como guitarrista principal, Lisa Roberts, su vecina, como la bajista y la baterista Caroline Rue. Hole tocó su primer concierto en noviembre de 1989 en Raji's después de tres meses de ensayo. El sencillo debut de la banda, «Retard Girl» fue publicado en abril de 1990, a través del sello indie de Long Beach, Sympathy for the Record Industry y fue trasmitido por la estación local de Rodney Bingenheimer, KROQ. Al año siguiente, la banda lanzó su segundo sencillo, «Dicknail» a través de Sub Pop Records.
Influenciado por las bandas no wave y noise rock, el primer álbum de estudio de Hole, Pretty on the Inside, fue lanzado en agosto de 1991 por Caroline Records, producido por Kim Gordon de Sonic Youth, y con asistente de producción Don Fleming de la banda Gumball. El álbum recibió recepción positiva por la crítica, y fue nombrado uno de los 20 mejores discos del año por la revista Spin. También ganó seguidores en el Reino Unido, alcanzando el puesto 59 en el UK Albums Chart, así como su primer sencillo, «Teenage Whore» posicionando en las listas indie del país en el número uno. Para promocionar el álbum, la banda estuvo de gira en Europa con Mudhoney, y extensamente en los Estados Unidos abriendo para The Smashing Pumpkins, incluyendo espectáculos en el Whisky A Go Go y el CBGB.
Hole grabó su segundo álbum, titulado Live Through This, en octubre de 1993 en Atlanta, Georgia. El álbum contó con una nueva formación, con la bajista Kristen Pfaff y la baterista Patty Schemel. Live Through This fue lanzado en el sello subsidiario de Geffen, DGC en abril de 1994, cuatro días después de que el marido de Love, Kurt Cobain, fuera encontrado muerto de una herida de escopeta autoinfligida en su casa. Dos meses después, en junio de 1994, la bajista Kristen Pfaff murió de una sobredosis de heroína, y Love reclutó a Melissa Auf der Maur para la gira inminente de la banda. A lo largo de los meses previos a la gira, Love se vio raramente en público, permaneciendo en su casa de Seattle, o visitando el monasterio budista Namgyal en Nueva York.

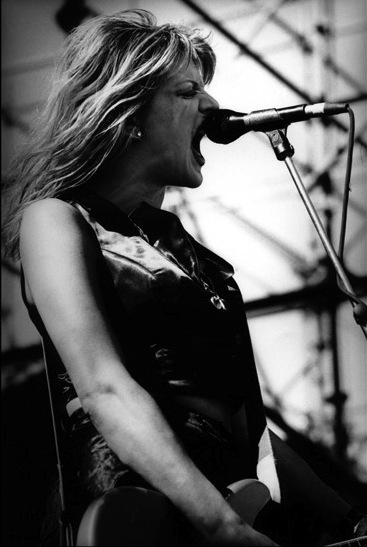
Courtney Love tocando con Hole en Barrie, Ontario, el 23 de julio de 1995.

Live Through This fue un éxito comercial y de crítica; alcanzando ventas de platino en abril de 1995. A partir de agosto de 1994, la banda se embarcó en una gira mundial en apoyo al álbum. La gira se convirtió en un espectáculo mediático, debido al frágil estado emocional de Love, que la llevó a provocar fanes, tirar guitarras a la audiencia, destruir el equipo y llorar en el escenario. En retrospectiva, Love abiertamente admitió haber estado «completamente drogada» para la mayoría de las presentaciones de la banda de 1994 y 1995. John Peel escribió en The Guardian que la presencia de Love «hubiera tenido silbidos de asombro en un manicomio», y que su presentación «desembocó en lo heroico, [tambaleándose] al borde del caos».
Durante la gira, Love hacía stage diving con frecuencia, usando vestidos y enaguas; lanzando instrumentos y equipos, irrumpiendo en gritos y provocando a los miembros del público. Durante los shows, no era raro para Love hacer de monologuista entre canción y canción, o llevar a los fanes al escenario y darles clases de guitarra improvisadas. Nina Gordon de Veruca Salt, que estuvo de gira con Hole en 1995, recordó un comportamiento errático de Love en el escenario, diciendo que «ella se podría ir y [el resto de la banda] sólo se quedaría allí parado». En la fecha de apertura de Lollapalooza en 1995, Love notoriamente se metió en una pelea física entre bastidores con Kathleen Hanna y la golpeó en la cara. En retrospectiva de las giras, Love dijo: «estaba completamente drogada — no recuerdo mucho de ello.» En febrero de 1995, Hole realizó un set acústico en MTV Unplugged en la Academia de Música de Brooklyn, y continuó de gira hasta fines del año, concluyendo su gira mundial con una aparición en los MTV Video Music Awards 1995, en la que se presentaron «Violet», y fueron nominados para Mejor video musical de «Doll Parts».
En 1997, la banda lanzó un álbum recopilatorio, My Body, The Hand Grenade, y, en septiembre de 1998, lanzó su tercer álbum de estudio, Celebrity Skin, que marcó una especie de transformación para Love, con un sonido power pop crudo en lugar de las primeras influencias del punk rock del grupo. Love divulgó su ambición de hacer un disco donde «el arte conoce al comercio... no hay compromisos asumidos, tiene un atractivo comercial, y se pega a nuestra visión original». Ella dijo haber sido influenciada por Neil Young, Fleetwood Mac y My Bloody Valentine al escribir el disco. Celebrity Skin pasó a ser multiplatino y fue coronado el «Mejor del año» por las listas de Spin, Village Voice y otras publicaciones periódicas. El álbum obtuvo a la banda su primer y único número 1 en la Modern Rock Tracks con la canción homónima, «Celebrity Skin».
Antes del lanzamiento y la promoción de Celebrity Skin, Love y Fender diseñaron una guitarra Squier de marca de precio bajo, llamada Vista Venus. El instrumento incluía una forma inspirada en los solid bodies de Mercury, Stratocaster y Rickenbacker y tenía un single coil y una pastilla humbucker, y estaba disponible en versiones de 6 cuerdas y 12 cuerdas. En una entrevista a principios de 1999, Love dijo sobre el Venus: «Yo quería una guitarra que sonara realmente cálida y pop, pero que requiera una caja para ir sucio (...) Y algo que también pueda ser tu primera guitarra. No quería cambiarla mucho. La quería muy simple, con un solo interruptor recogido.»
Después de que la gira para Celebrity Skin terminó, Auf der Maur dejó la banda para ir de gira con The Smashing Pumpkins; la baterista de gira de Hole, Samantha Maloney dejó la banda poco después. Love y Erlandson continuaron con la banda y lanzaron el sencillo «Be a Man»— un descarte de las sesiones de Celebrity Skin— para la banda sonora de la película de Oliver Stone, Any Given Sunday (1999). El grupo se convirtió en latente en los siguientes dos años y el 24 de mayo de 2002, anunciaron oficialmente su separación en medio de continuar el litigio con Universal Music Group sobre su contrato discográfico.

### 2001–2007: Carrera solista,America's Sweetheart
Con Hole en medio del caos, Love comenzó un «supergrupo femme de punk rock» llamado Bastard en el otoño de 2001, alistando a Schemel, la co-vocalista de Veruca Salt, Louise Post y la bajista Gina Crosley. Aunque un demo fue grabado, el proyecto nunca fue realizado.

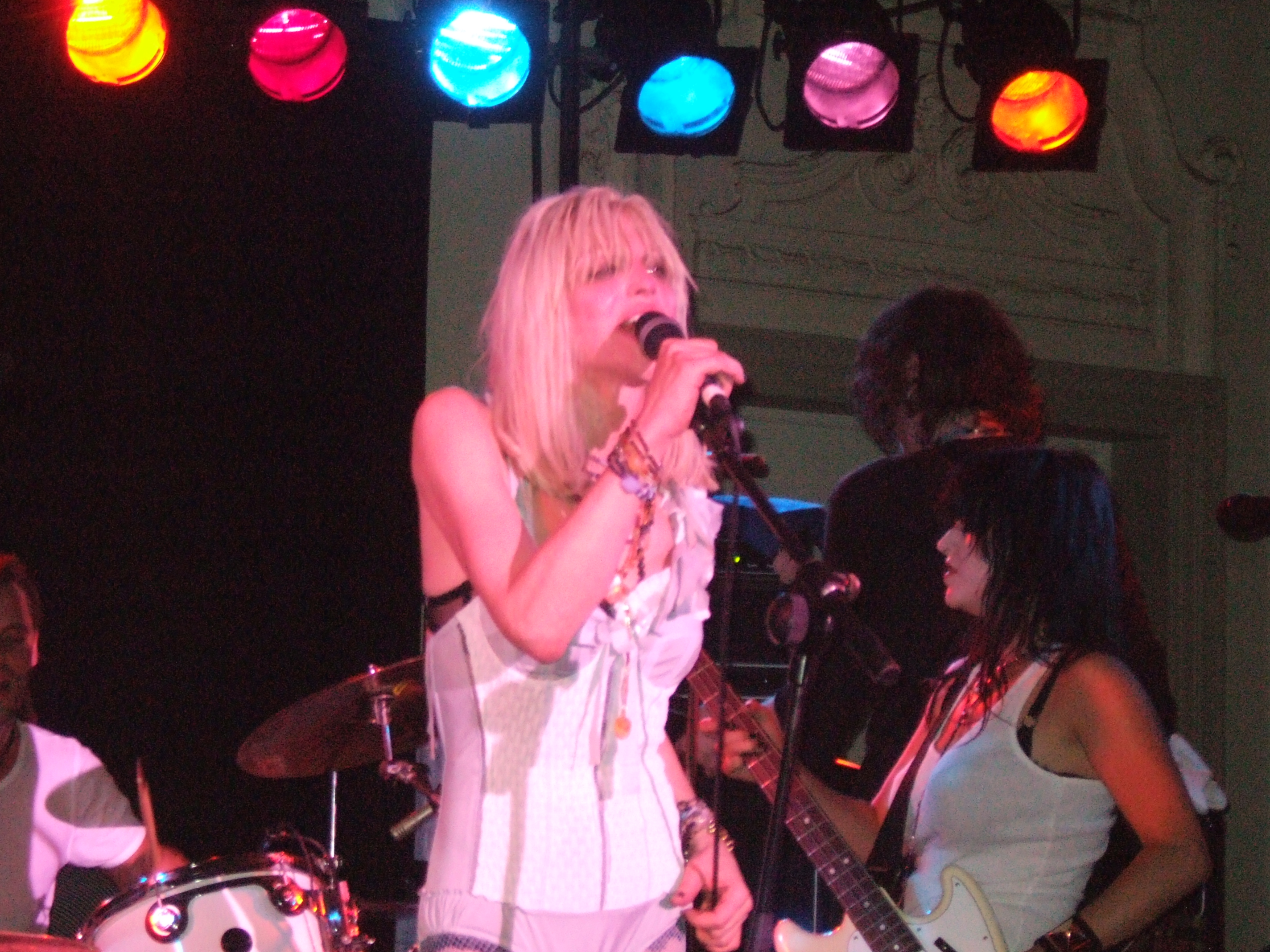
Love tocando en Londres, 2007

En 2002, Love comenzó a componer un álbum con Linda Perry, titulado America's Sweetheart. Love firmó con Virgin Records para lanzarlo, y en un principio lo grabó en Francia, pero se vio obligada por el sello a volver a grabar todo el álbum en el verano de 2003. America's Sweetheart fue lanzado en febrero de 2004, y fue acogido con críticas variadas. Spin lo llamó un «ardiente acto de voluntad artística, y un adecuado seguimiento a Live Through This de 1994» y le concedió ocho de diez estrellas, mientras que Rolling Stone sugirió que, «para personas que disfrutan viendo celebridades desmoronarse, America's Sweetheart debe ser más divertido que un maratón de Osbournes.» El álbum vendió 86.000 copias en sus primeros tres meses, con los sencillos «Mono» y «Hold on to Me», ambos de los cuales ganó posiciones competentes en las listas de álbumes. Love ha expresado públicamente su arrepentimiento sobre el disco varias veces, llamándolo «un álbum de mierda» y razonando que sus problemas de drogas en ese momento eran los culpables. Poco después de que el disco fue lanzado, Love le dijo a Kurt Loder en TRL: «No puedo existir como artista en solitario. Es una broma». Love también colaboró en un cómic manga, Princesa Ai, que fue lanzado en abril de 2004.
En 2006, Love publicó una memoria, Dirty Blonde, y comenzó a grabar lo que iba a ser su segundo álbum en solitario, How Dirty Girls Get Clean, colaborando de nuevo con Perry y Billy Corgan en la escritura y la grabación. Love había escrito varias canciones, incluyendo una canción anticocaína titulada «Loser Dust», durante su tiempo en rehabilitación en 2005. Love le dijo a Billboard: «Mi coordinación ojo-mano era tan mala [después del uso de las drogas], ya no sabía los acordes. Era como si mis dedos se hubieran congelado. Además, no se me permitía hacer ruido [en rehabilitación]... Pensé que no trabajaría nunca más.» Algunas pistas y demos del álbum (inicialmente previstos para el lanzamiento en 2008) se filtraron en internet en 2006, y un documental titulado The Return of Courtney Love, que detalla la realización del álbum, salió al aire en la cadena de televisión británica en el otoño de ese año. Una versión acústica de «Never Go Hungry Again», grabada durante una entrevista para The Times en noviembre, también fue lanzada. Clips de audio incompletas de la canción «Samantha», originario de una entrevista con NPR, también se distribuyeron en internet en 2007.

### 2008–2011: Reformación de Hole
El 17 de junio de 2009, NME informó que una reunión de Hole se iba a llevar a cabo. El antiguo guitarrista de Hole, Erlandson afirmó en la revista Spin que contractualmente ninguna reunión puede tener lugar sin su participación, por lo tanto, Nobody's Daughter permanecería como un disco en solitario de Love, en oposición a un álbum de Hole. Love respondió a los comentarios de Erlandson en un mensaje de Twitter, afirmando que «está demente, Hole es mi banda, mi nombre y mi marca». Nobody's Daughter fue lanzado en todo el mundo como un álbum de Hole el 27 de abril de 2010. Para la reformación, Love reclutó al guitarrista Micko Larkin, Shawn Dailey (bajo), y Stu Fisher (batería y percusión). Nobody's Daughter contó con una gran cantidad de material escrito y grabado para el álbum en solitario abortado de Love, How Dirty Girls Get Clean, incluyendo «Pacific Coast Highway», «Letter to God», «Samantha» y «Never Go Hungry», aunque fueron re-producidos con Larkin. El primer sencillo del álbum fue «Skinny Little Bitch», que se convirtió en un éxito en la radio de rock alternativo de principios de marzo de 2010.
El álbum recibió críticas mixtas. Rolling Stone le dio al álbum tres de cinco estrellas, diciendo que Love «trabajó duro en estos temas, en lugar de balbucear un montón de druggy mierda y suponiendo que la gente lo compraría, como lo hizo en su fracaso de 2004, America's Sweetheart.» Slant Magazine también le dio al álbum tres de cinco estrellas, diciendo que: «es la voz de sustancias devastada de Marianne Faithfull que me viene a la mente con más frecuencia mientras escucho canciones como «Honey» y «For Once in Your Life». La última pista es, de hecho, una de las más crudas y vulnerables interpretaciones vocales de Love hasta la fecha. Coescrita por Linda Perry, la canción ofrece una rara visión de la mente de una mujer que, durante los últimos 15 años, ha sido tan famosa por ser una estrella de rock como lo ha sido por ser una víctima». La temática del álbum se centró en gran medida en la vida tumultuosa de Love entre 2003 y 2007, y contó con un sonido folk pulido con mucho más trabajo acústico que discos anteriores de Hole. Love declaró que ella se mantuvo célibe durante casi cinco años en el proceso de trabajo en el álbum: «Tenía que poner toda mi energía en este álbum. Todo, y el sexo y el amor pueden ser una distracción realmente», dijo. Love y la banda tocaron internacionalmente desde 2010 a fines de 2012 para promocionar el álbum, hasta que abandonó el nombre Hole y volvió a una carrera solista.

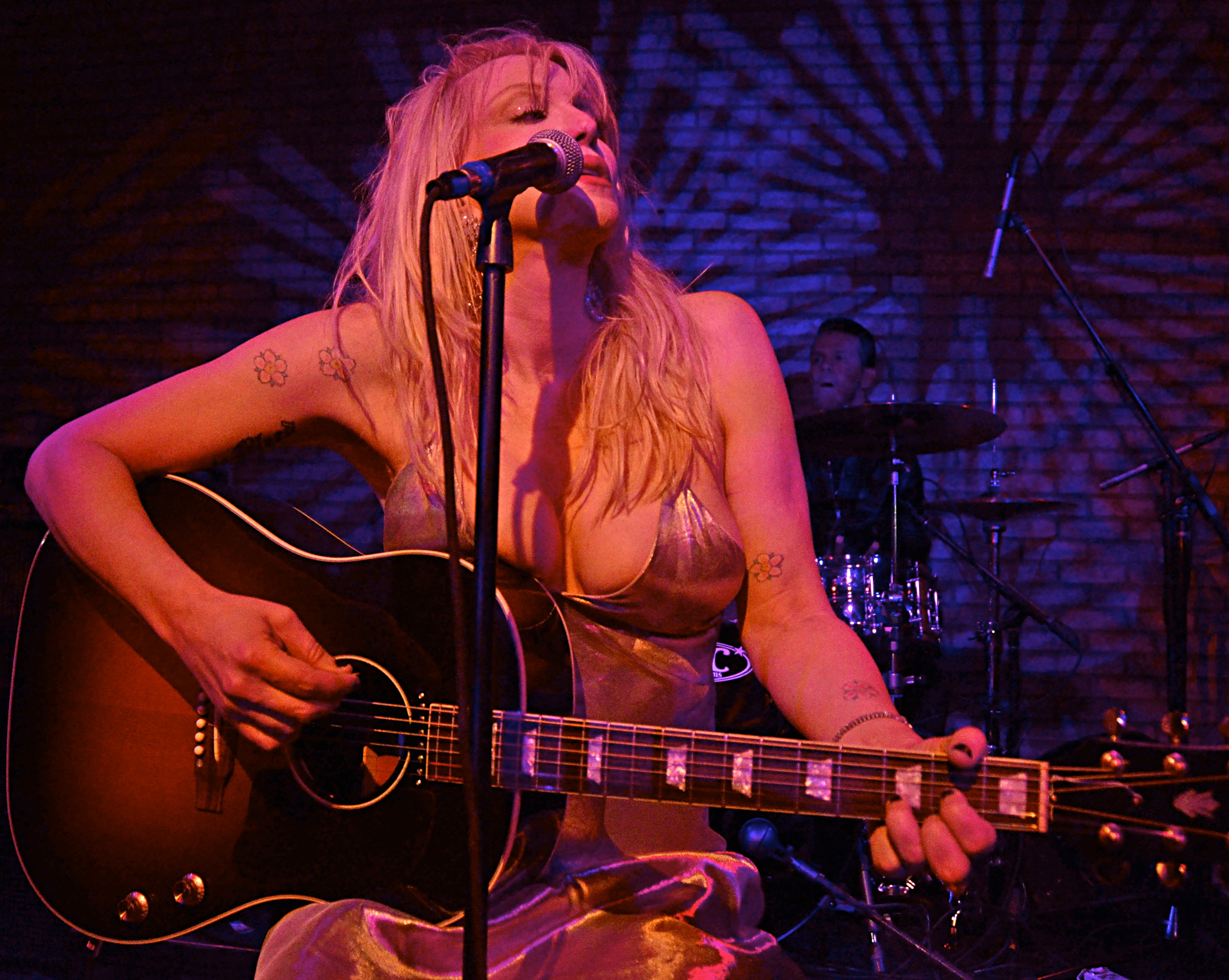
Love tocando en Dream Downtown en Chelsea, Manhattan, New York City, en septiembre de 2013

### 2012–presente: Arte y moda, regreso a la actuación
En mayo de 2012, Love debutó una exposición de arte en Fred Torres Collaborations en Nueva York bajo el título And She's Not Even Pretty, que contenía más de cuarenta dibujos y pinturas de Love compuestos en tinta, acuarelas, pasteles y lápices de color. Love también grabó «Rio Grande», un dueto con Michael Stipe para el álbum compilatorio Son of Rogues Gallery, así como contribuyó como vocalista invitada en el álbum de Fall Out Boy, Save Rock and Roll (2013). Un video para este último fue lanzado en marzo de 2014.
Después de tocar como artista solista en diciembre de 2012 y enero de 2013, Love apareció en anuncios de Yves Saint Laurent junto con Kim Gordon y Ariel Pink. Love realizó una gira en Norteamérica en el verano de 2013, la cual inicialmente había sido concebida para promover su nuevo álbum, pero en consecuencia de impedimientos con el lanzamiento, fue apodado una gira de «grandes éxitos». Love le dijo a Billboard que ella había grabado ocho canciones para el próximo álbum. «[Estas canciones] no son de mi estilo,» afirmó Love. «No tengo ninguna referencia de Fleetwood Mac en ellas. Generalmente siempre tengo una referencia de Fleetwood Mac, así como de Big Black. Estas son canciones muy únicas que sucedieron como por arte de magia».
El 22 de abril de 2014, Love debutó «You Know My Name» en BBC Radio 6 para promover su gira en el Reino Unido. Fue lanzado como sencillo junto con «Wedding Day» el 4 de mayo de 2014 en su propio sello Cherry Forever Records a través de Kobalt Label Services. Las canciones fueron producidas por Michael Beinhorn, e incluyen a Tommy Lee en la batería. En una entrevista de abril de 2014 con BBC, Love reveló que ella y el anterior guitarrista de Hole, Eric Erlandson, se habían reconciliado y ensayado nuevo material juntos, con la anterior bajista Melissa Auf der Maur y la baterista Patty Schemel, aunque una reunión de la banda no fue confirmada. El primero de mayo de 2014, en una entrevista con Pitchfork, Love comentó más sobre la posibilidad de una reunión, diciendo: «No me voy a comprometer a [que suceda] una reunión, porque queremos un elemento sorpresa.»
En 2014, Love fue elegida en varias series de televisión en roles de reparto, incluyendo Sons of Anarchy, Revenge, y Empire en un papel de invitada recurrente como Elle Dallas. La canción «Walk Out on Me» con Love se incluyó en el álbum Empire: Original Soundtrack from Season 1, que debutó en el número 1 en el Billboard 200. Alexis Petridis de The Guardian alabó la canción diciendo: «la idea de Courtney Love cantando una balada con un grupo de cantantes de gospel parece ligeramente aterradora... la realidad es que fue brillante. La voz de Love se ajusta a la letra agobiada, convocando sin esfuerzo a la clase de oscuridad devastada que Lana Del Rey casi se rompe a sí misma tratando de conjurar».
Además de actuar en televisión, Love colaboró con el productor de teatro Todd Almond, en Kansas City Choir Boy, una «ópera pop» colaborativa que se exhibió en el Centro de Artes de Manhattan Here durante su festival anual Prototype en enero de 2015. El espectáculo hizo una gira más tarde en el año, con actuaciones en Boston y Los Ángeles. En la primavera de 2015, Love se unió a Lana Del Rey en su Endless Summer Tour, tocando como apertura en ocho shows. Durante su gira con Del Rey, Love debutó un nuevo sencillo, «Miss Narcisist», lanzado por el sello independiente de Wavves, Ghost Ramp. Ella también fue elegida en un papel secundario en la película de James Franco The Long Home, basada en la novela de William Gay del mismo nombre, marcando su primer papel en una película en más de diez años. En enero de 2016, Love lanzó una línea de ropa en colaboración con Sophia Amoruso titulada «Love, Courtney,» con dieciocho piezas que reflejan el estilo de Courtney a lo largo de su carrera.
En mayo de 2016, fue anunciado que Love fue elegida en un papel protagónico en The Possibility of Fireflies, una adaptación de la novela de Dominique Paul, dirigido por Deborah Chow. En noviembre de 2016, Love comenzó a filmar el piloto de A Midsummer's Nightmare, una serie de antología de Shakespeare adaptada para Lifetime. A principios de 2017, se anunció por Variety que Love fue elegida para protagonizar Menendez: Blood Brothers, una biopic de televisión basada en las vidas de Lyle y Erik Menéndez.

## Estilo musical

### Escritura y voz
En 1998, Love declaró que Hole «siempre había sido una banda pop. Siempre hemos tenido un subtexto del pop. Siempre hablé de eso... lo que le antes te pareció algún tunning raro de Sonic Youth, a mí me sonaba a los Raspberries, en mi demente concepto pop.»
Love escribe desde el punto de vista de una mujer, y particularmente en los dos primeros álbumes de Hole, se destacó por ser especialmente agresiva y crítica hacia las definiciones culturales de las mujeres. Sus letras han sido observadas por los críticos por «articular una conciencia de la tercera ola del feminismo». Los temas comunes presentes en canciones de Love durante su temprana carrera incluyen la imagen corporal, violación, suicidio, misoginia, conformidad, elitismo, embarazo, la prostitución y la muerte. En una entrevista en 1991 con Everett True, Love dijo: «Trato de colocar [hermosas imágenes] junto a imágenes de mierda, porque así es cómo veo las cosas... A veces siento que nadie se ha tomado el tiempo para escribir sobre ciertas cosas en el rock, que hay un cierto punto de vista femenino al que nunca se le ha dado espacio.» Charles Cross se ha referido a sus letras de Live Through This como unas «verdaderas extensiones de su diario», y ella ha admitido que una gran cantidad de la escritura para Pretty on the Inside eran supresiones de sus diarios.
Su obra posterior fue líricamente más introspectiva. Celebrity Skin y America's Sweetheart lidian con la vida de celebridad, Hollywood y adicción a las drogas, mientras que permanece el interés de Love en la vanidad y la imagen corporal. Nobody's Daughter fue líricamente reflexiva en las relaciones anteriores de Love y su lucha por la sobriedad, con la mayoría de sus letras escritas mientras estaba en rehabilitación en 2006.
Love posee un rango vocal de contralto, y su estilo vocal ha sido descrito como «crudo y distintivo». Según Love, nunca quiso ser una cantante, sino que aspiraba a ser una hábil guitarrista: «aunque soy una bastarda vaga que nunca hice eso», dijo. «Tienes que quedarte en tu habitación y escuchar todos los álbumes de Zeppelin, y no lo hice... [al final] siempre fui la única persona con el nervio a cantar, y así me quedé con eso.» Ella ha sido caracterizada a menudo por los críticos por su voz ronca única, y era, en los primeros años de Hole, conocida por sus habilidades de screaming y canto punk. Su voz ha sido comparada con la de Johnny Rotten, y Rolling Stone la describió como un «pulmón que revienta» y un «gemido corrosivo, loco». Sobre el lanzamiento del álbum de Hole de 2010, Nobody's Daughter, los críticos compararon a la voz rasposa y sin pulir de Love a la de Bob Dylan.

### Influencias

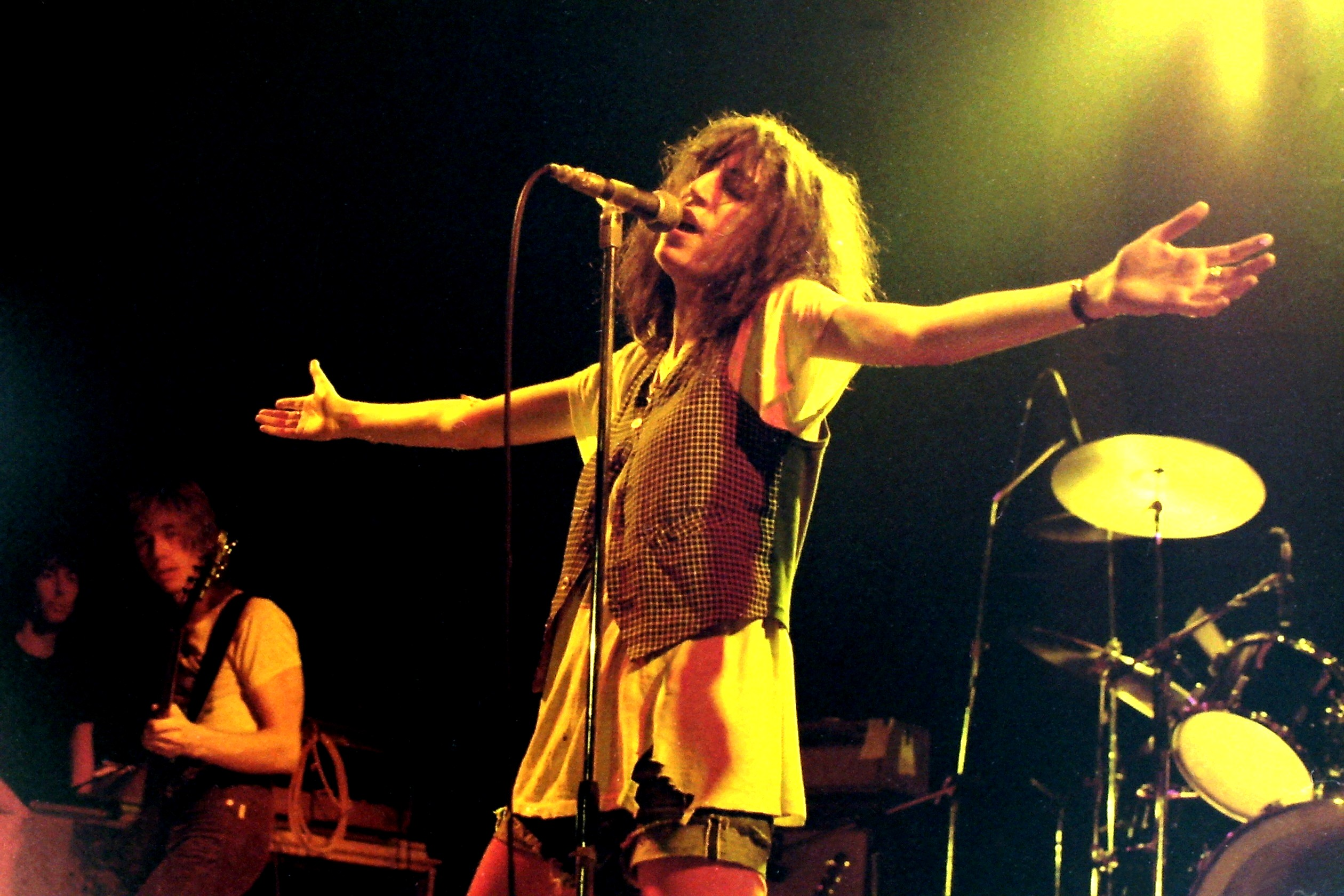
Patti Smith, a quien Love ha citado repetidamente como una influencia crucial.

Love nombró a artistas variados como sus influencias, los primeros siendo Patti Smith y The Pretenders, a quienes descubrió en la correccional. De adolescente, Love nombró a Flipper, Kate Bush, Soft Cell, Lou Reed y Dead Kennedys entre sus artistas favoritos, como también varias bandas new wave y post-punk, como Echo & the Bunnymen, The Smiths, The Teardrop Explodes, Bauhaus y Joy Division. Mientras estaba en Irlanda a la edad de quince años, vio actuar en vivo a los Virgin Prunes en Dublín y dijo la experiencia «conceptualizó [a su carrera musical]». Su variedad de géneros fueron ilustrados en una entrevista en 1991 de Flipside, en la que afirmó: «Hay una parte de mí que quiere tener una banda de grindcore y otra que quiere tener una banda de pop tipo Raspberries». Love también adoptó la influencia de artistas experimentales y grupos de punk rock, entre ellos Sonic Youth, Swans, Big Black, Diamanda Galás The Germs y The Stooges. Mientras escribía Celebrity Skin, Love fue muy influenciada por Neil Young y My Bloody Valentine. También citó a la contemporánea PJ Harvey como una influencia, diciendo, «La única estrella de rock que me hace sentir como mierda es Polly Harvey. Soy nada al lado de la pureza que ella experiencia».

### Equipamiento
Love ha utilizado con frecuencia una multitud de guitarras Fender, incluyendo una Jaguar y una vintage Jazzmaster 1965, la última fue adquirida en el Hard Rock Café y está en exhibición en la ciudad de Nueva York. Love es vista tocando su Jazzmaster en el video musical de «Miss World». A comienzos de la carrera de Hole, entre 1989 y 1991, Love tocaba principalmente una Rickenbacker 425 porque «prefería el cuello 3/4», pero ella la destruyó en el escenario en un concierto de 1991, abriendo para The Smashing Pumpkins. También a menudo tocaba una guitarra hecha por Mercury. La Venus Vista de Fender, diseñada por Love en 1998, fue inspirada parcialmente por guitarras Rickenbacker, así como de su Mercury. Su equipamiento también incluye la Fender tube gear, los amplificadores Matchless, Ampeg, Silvertone y una solid-state 1976 Randall Commander. Durante sus giras de 2010 y más recientes, Love ha tocado una Rickenbacker 360 en el escenario.

## Imagen pública
La imagen estética de Love, particularmente en los años noventa, a menudo consistía en vestidos de muñeca de tiendas usadas y con su rostro adornado con maquillaje corrido; el reportero de MTV, Kurt Loder la describió como «una viciosa muñeca de trapo» en el escenario. El estilo, popularizado ampliamente por Love, más tarde fue bautizado con el título de «kinderwhore». Love después aclaró haber sido influenciada por la moda de Chrissy Amphlett de los Divinyls. A fines de los noventa, alrededor del lanzamiento de Celebrity Skin de Hole y el brote de la carrera cinematográfica de Love, tomó un aspecto más pulido y glamoroso. Durante este tiempo, Love se convirtió especialmente implicada en la moda y fue fotografiada en una campaña de modelaje para Versace en abril de 1998.
Love atrajo la atención de los medios de comunicación consistentemente por su carácter impetuoso y franco, y por «subvertir las principales expectativas de cómo una mujer debe mirar, actuar y sonar.» También ha recibido escrutinio sobre sus batallas de adicción a las drogas, el más notable en 1992 cuando Vanity Fair publicó un artículo de la reportera Lynn Hirschberg que aludía que Love era adicta a la heroína durante su embarazo. Esto resultó en que la custodia de la hija recién nacida de Love y Cobain, Frances, fuera trasladada temporalmente a la hermana de Love, Jamie. Love afirmó que fue mal citada y que dejó de utilizar la droga durante su primer trimestre inmediatamente después de que ella descubrió que estaba embarazada.
Como resultado del matrimonio de alto perfil de Love con Kurt Cobain, se establecieron comparaciones de ella con Yoko Ono. Poco después de su matrimonio y particularmente después del suicidio de Cobain, a menudo se la comparaba negativamente con la viuda de Lennon por los fanes de Cobain. Esta comparación fue dirigida por Love, antes de la muerte de Cobain, en la canción «20 Years in the Dakota»; la canción fue lanzada en 1992 como un b-side del sencillo de Hole, «Beautiful Son».

## Carrera como actriz

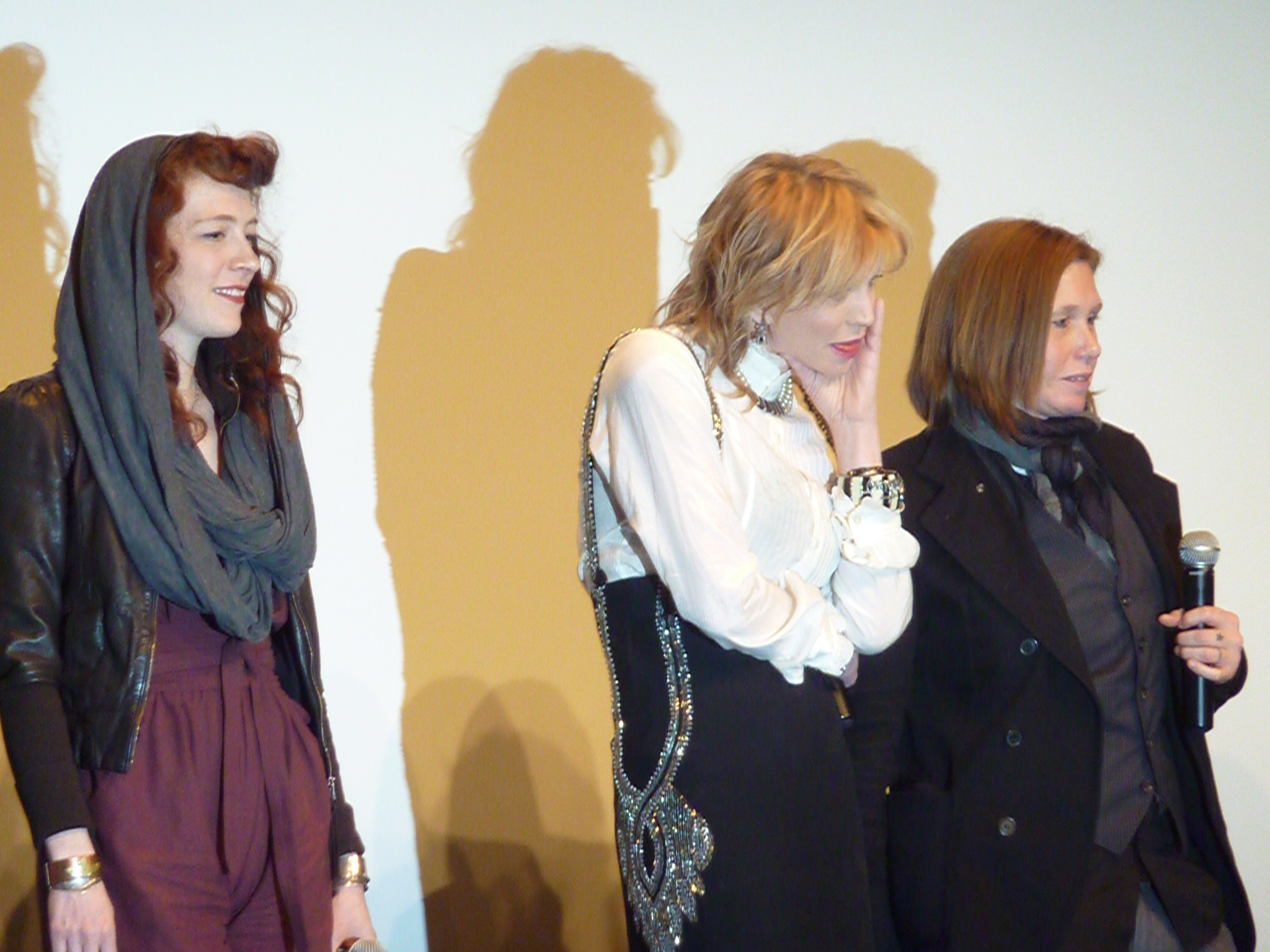
Love (centro) con Melissa Auf der Maur (izquierda) y Patty Schemel (derecha) en la proyección de Hit So Hard en el Museo de Arte Moderno de Nueva York, en 2011.

El primer papel de actuación de Love fue en un cortometraje estudiantil de 1984 titulado Club Vatican dirigido por su tutor George Kuchar, mientras estaba en el Instituto de Arte de San Francisco. En 1985, se presentó a una audición para el papel de Nancy Spungen en la película biográfica de Sid Vicious, Sid and Nancy (1986) y el director Alex Cox le dio un papel secundario menor. Cox entonces la eligió para un papel protagónico en su siguiente película, Straight to Hell (1987), que captó la atención del artista Andy Warhol. Ese mismo año, Love apareció en un episodio de Andy Warhol's Fifteen Minutes con Robbie Nevil en un segmento titulado C'est la Vie. También tuvo un rol en el video musical de los Ramones de 1988, «I Wanna Be Sedated», apareciendo como una novia entre decenas de invitados. En 1989, Love abandona su carrera como actriz para formar una banda.
En 1996, Love comenzó a obtener otra vez papeles pequeños en Basquiat y Feeling Minnesota (1996), antes de coprotagonizar en el papel de la esposa de Larry Flynt, Althea, en la película de 1996 de Miloš Forman The People vs. Larry Flynt, contra la oposición de Columbia Pictures debido a su bajo perfil y «preocupado» pasado. Love recibió elogios de la crítica, una nominación al Globo de Oro a la Mejor Actriz - Drama y un New York Film Critics Circle Award por Mejor Actriz de Reparto, por lo que el crítico Roger Ebert lo llamó «un buen desempeño; Love demuestra que no es una estrella de rock pretendiendo actuar, sino una verdadera actriz.» Ella también ganó otros premios de cine de varias asociaciones críticas.
Otros roles incluyen: protagonizar junto con Jim Carrey en la película biográfica de Andy Kaufman, Man on the Moon (1999); como Joan Vollmer en Beat (2000) junto a Kiefer Sutherland; y un papel protagónico en Julie Johnson (2001) como la amante lesbiana de Lili Taylor, que ganó un premio de Mejor actriz en los L.A. Outfest Awards. Le siguió otro papel protagonista en la película Trapped (2002), junto a Kevin Bacon y Charlize Theron.
Love también ha aparecido en una multitud de documentales como ella misma, incluyendo 1991: The Year Punk Broke, Not Bad for a Girl, Mayor of the Sunset Strip, Bob and the Monster, y Hit So Hard que documenta el período de Patty Schemel en Hole con Erlandson, Kristen Pfaff y Melissa Auf der Maur.

## Vida personal

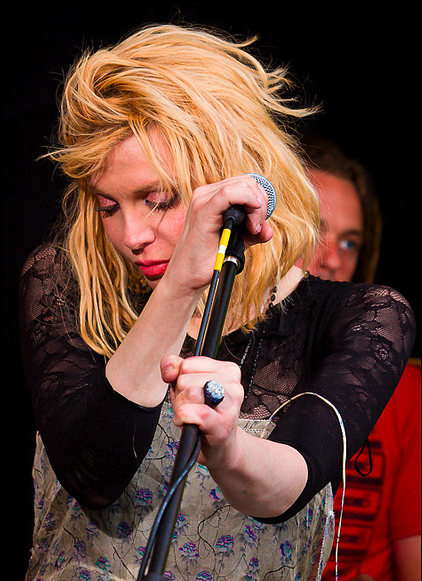
Courtney Love interprentando en vivo en una sesión acústica junto a Hole para la radio 104.5, Philadelphia, Pensilvania, 2010

Love ha sido una practicante budista desde 1989, y ha estudiado y practicado tanto tibetano como budismo nichiren. Es miembro de Sōka Gakkai, una organización internacional laica budista. Love es una demócrata. En el año 2000, dio un discurso en Million Mom March para abogar por leyes más estrictas de control de armas en los Estados Unidos, y ha luchado por los derechos LGBT desde principios de los noventa. Love se autoidentifica una feminista, y se ha observado a lo largo de su carrera su feminismo subversivo y su «parodia autoconsciente de los roles sexuales femeninos».
Love ha luchado con problemas por el abuso de sustancias por gran parte de su vida. Experimentó con numerosos opiáceos en su edad adulta temprana, y probó la cocaína a los 19 años. A principios de los noventa, Love se volvió adicta a la heroína, pero renunció en 1996 por la insistencia del director Miloš Forman cuando obtuvo un papel destacado en The People vs. Larry Flynt. Love fue obligada a tomar múltiples exámenes de orina bajo la supervisión de Columbia Pictures durante el rodaje de la película, los cuales fueron todos aprobados. El 9 de julio de 2004, en el cumpleaños número 40 de Love, intentó suicidarse en su apartamento de Manhattan y fue llevada al Hospital Bellevue, presuntamente incoherente y puesta en un cuidado de 72 horas. Según el policía, se creía que ella tenía el potencial de hacerse «daño a sí misma», pero fue considerada mentalmente estable y liberada a un centro de rehabilitación dos días más tarde. En 2005 y 2006, después de varias apariciones públicas claramente intoxicada (particularmente en el Late Show with David Letterman y el Comedy Central Roast de Pamela Anderson) y sufrir arrestos relacionados con las drogas y las violaciones de libertad condicional, Love fue condenada a seis meses de encierro en rehabilitación debido a sus luchas con los medicamentos y la cocaína. Love afirma haber permanecido sobria a partir de 2007 y en mayo de 2011, insistió en su sobriedad.

### Familia y relaciones
Love ha reconocido públicamente el distanciamiento que ha tenido de sus padres, Linda Carroll y Hank Harrison, así como de su abuela materna, Paula Fox. Según Love, ella no ha estado en contacto con su padre desde los quince años, y «nunca ha perdonado» a su madre por la forma en que la crio; sin embargo, ella ha mantenido contacto con sus medio hermanos.
La más documentada relación de Love fue con Kurt Cobain. Es incierto cuando se conocieron; según Love, conoció a Cobain en un concierto de Dharma Bums en Portland, donde ella estaba haciendo una presentación de spoken word. Según Michael Azerrad, ambos se conocieron en el club Satyricon en Portland en 1989, aunque el biógrafo de Cobain, Charles Cross declaró que la fecha fue en realidad el 12 de febrero de 1990, y que Cobain juguetonamente había tirado a Love al piso después de que ella le comentó al pasar que se parecía a Dave Pirner de Soul Asylum. El compañero de banda de Love, Eric Erlandson afirmó que tanto él como Love fueron presentados formalmente a Cobain en el estacionamiento del Hollywood Palladium después de un concierto de Butthole Surfers en 1991. Más tarde, los dos se reencontraron a través de Jennifer Finch, una de las viejas amigas y excompañera de banda de Love. Love y Cobain comenzaron a salir oficialmente en el otoño de 1991 durante las giras de Pretty on the Inside de Hole y se casaron en la playa de Waikiki en Honolulu, Hawái, el 24 de febrero de 1992. Love llevaba un satén y un vestido de encaje una vez pertenecido a la actriz Frances Farmer, mientras que Cobain usaba un pijama verde. Seis meses después, el 18 de agosto, nació la única hija de la pareja, Frances Bean Cobain. En abril de 1994, Cobain se suicidó en su casa de Seattle mientras Love estaba en rehabilitación en Los Ángeles. Durante su matrimonio y después de la muerte de Cobain, Love se convirtió en una especie de «figura de odio» entre muchos de los fanes de Cobain. Después de su cremación, Love dividió las porciones de las cenizas de Cobain, algunos de las cuales los guardó en un oso de peluche y en una urna. Otra porción de sus cenizas fue llevada por Love al Monasterio Budista de Namgyal en Ithaca, Nueva York en 1994, donde fueron bendecidos ceremonialmente por los monjes budistas y mezclados en arcilla donde se hicieron esculturas de memoria.
Love se casó brevemente con James Moreland (vocalista de The Leaving Trains) en 1989 durante varios meses, pero ha dicho que Moreland era travesti y que su matrimonio era «una broma», terminando en una anulación presentada por Love. Después de formar Hole en 1989, Love y su compañero de banda Eric Erlandson tuvieron una relación amorosa por más de un año, y también salió brevemente con Billy Corgan en 1991, con quien ha mantenido una amistad volátil durante los años. Entre 1996 y 1999, Love salió con el actor Edward Norton, y también fue vinculada con el comediante Steve Coogan y el músico Julian Casablancas a principios de los 2000.

## Filantropía
En 1993, Love y su esposo Kurt Cobain realizaron un set acústico juntos en el beneficio de Rock Against Rape en Los Ángeles, California, el cual daba conocimiento y proporcionaba recursos para las víctimas de abuso sexual. Love también ha contribuido en la fundación amfAR para la investigación sobre el sida y llevó a cabo presentaciones musicales en vivo en sus eventos. En 2009, Love realizó un concierto a beneficio para Product Red en Carnegie Hall junto a Laurie Anderson, Rufus Wainright y Scarlett Johansson, con los ingresos destinados a la investigación sobre el sida. En mayo de 2011, asistió al evento Joyful Heart Foundation de Mariska Hargitay para las víctimas de abuso de menores, violación y violencia doméstica, donando seis discos de vinilo personales del marido Kurt Cobain para la subasta.
Love también ha trabajado con organizaciones LGBT; específicamente con el Centro de Gais y Lesbianas de Los Ángeles, donde ha participado en conciertos de «An Evening with Women», donde ella encabezó el debut del evento en 2007. Las ganancias del evento ayudan a proporcionar alimento y refugio para jóvenes sin hogar, servicios para adultos mayores, asistencia jurídica, servicios de violencia doméstica, salud y servicios de salud mental y programas de artes culturales. Love participó con Linda Perry para el evento otra vez en 2012.

## Discografía

### Con Hole
- Pretty on the Inside (1991)
- Live Through This (1994)
- Celebrity Skin (1998)
- Nobody's Daughter (2010)

### Como solista
- America's Sweetheart (2004)